# Landiswil
Landiswil est une commune suisse du canton de Berne, située dans l'arrondissement administratif de Berne-Mittelland.

## Toponymie
La plus ancienne occurrence du toponyme, Landoloswile, date de 1277. Il connaît par la suite plusieurs variations : Landeswile (1374), Landiswil (1380), Landiswile (1381) et Langiswil (1550). Le préfixe correspond très probablement au nom d'une personne en vieux haut-allemand (Landaloh ou Lantoloh), tandis que le suffixe -wile (cf. latin villa) désigne une ferme ou un domaine.
Landiswil signifie donc la ferme de Landoloh.

## Héraldique
Coupé de gueules et d'argent, au sapin brochant de sinople, mouvant d'un mont à trois coupeaux du même et cantonné en chef de la lettre L et d'une étoile, les deux d'or (trad.).
Les armoiries, conçues par le pasteur Güder de Biglen en 1910 et officielles depuis octobre 1944, rappellent les collines couvertes de forêts de la commune. La lettre « L » évoque le nom de la commune et l'étoile est décorative.

## Géographie
Landiswil se trouve à 17 km à l'est de la ville de Berne (à vol d'oiseau), à 764 m d'altitude, dans la partie supérieure du vallon du Goldbach, entre la vallée de l'Aar à l'ouest et l'Emmental à l'est.
Le territoire de la commune s'étend sur 10,3 km2. Il comprend les villages de Landiswil et d'Obergoldbach (750 m. d'altitude) ainsi que des fermes isolées. Le point culminant est le Geissrüggen (1 041 m.), sur lequel s'élève un pylône d'une ligne à haute tension des Forces Motrices Bernoises. Le point le plus bas est situé dans le lit du ruisseau Goldbach, à la frontière avec la commune de Rüderswil.
En 2009, la commune comptait 62,5 % de surfaces agricoles, 32,4 % de surfaces boisées, 4,9 % de surfaces d'habitat et d'infrastructures et 0,3 % de surfaces improductives.
Les communes limitrophes sont Lützelflüh, Rüderswil, Lauperswil, Oberthal, Arni et Walkringen.

## Démographie
Landiswil compte 619 habitants (état le 31 décembre 2020), ce qui la classe parmi les communes peu peuplées du canton de Berne. Au 31 décembre 2008, sa densité de population s'élevait à 60,9 hab./km2.
Le graphique ci-après montre l'évolution de la population depuis 1850.
En 2018, la commune comptait 2,1 % d'étrangers.
En 2018, 1,6 % des résidents bénéficiaient de l'aide sociale en 2018.

## Politique
Landiswil est gouverné par une Assemblée communale (Gemeindeversammlung) et un Conseil communal (Gemeinderat) de 5 membres.
Lors de l'élection de 2019 au Conseil national, l'UDC a obtenu 66,8 % des voix, le PBD 11,7 %, les Verts 6,2 %, les Vert'libéraux 3,1 %, le PS 2,7 %, le PEV 1,9 %, le PLR 1,8 %, et l'UDF 1,3 %,.

### Jumelage
- Münchenbuchsee (Berne)[13],[14]

## Économie
Jusque dans la seconde moitié du XXe siècle, Landiswil était un village largement agricole.
Aujourd'hui (état le 31 décembre 2017) la commune compte 290 emplois : 54,5 % de la population active travaille encore dans le secteur primaire (cultures, élevage et production laitière), 12,8 % des actifs travaillent dans le secteur secondaire (petite industrie), tandis que le secteur tertiaire (services) rassemble 32,8 % de la main-d’œuvre.
Quelques résidents actifs sont des pendulaires qui travaillent principalement dans les plus grandes localités environnantes.

## Transports
Très éloigné des grands axes routiers, Landiswil se trouve sur la ligne de l'autocar postal Biglen-Lützelflüh.
La gare la plus proche se trouve à Lützelflüh, à 7 km.

## Histoire
Des découvertes datant du Néolithique et du Bronze final (lame de hache de 1000 av. J.-C.) montrent que le territoire a été habité tôt dans l'histoire.
Au Moyen Âge, Landiswil faisait partie de la juridiction de Ranflüh, dans l'Emmental. Les seigneurs d'Obergoldbach étaient les Brandis. Landiswil est ensuite soumis en 1471 à la haute justice de Konolfingen et rattaché en 1529 au bailliage de Signau.
Après la chute de l'Ancien Régime (1798), Landiswil dépend du district de Höchstetten pendant la République helvétique, puis du bailliage de Konolfingen à partir de 1803 (date de l'Acte de Médiation), lequel devient un district administratif avec la nouvelle constitution de 1831.
Les bains du Tannental et du Löchli étaient renommés jusqu'au XXe siècle.

## Patrimoine
L'église protestante du village date de 1954.
Le centre des villages de Landiswil et d'Obergoldach comptent de nombreuses fermes des XVIIIe et XIXe siècles caractéristiques du style bernois.